# Antonio Tovar
Antonio Tovar (* 17. Mai 1911 in Valladolid, Spanien; † 13. Dezember 1984 in Madrid) war ein spanischer Philologe, Linguist und Historiker. Ab 1967 war er Professor und Direktor am Seminar für Vergleichende Sprachwissenschaft an der Universität Tübingen.

## Biographie
Antonio Tovar, Sohn von Anselma Tovar, geborene Llorentem, und des Notars Antonio Tovarm wuchs im Baskenland und in Villena auf, wodurch er schon früh lernte, baskisch und katalanisch zu sprechen. Er besuchte die Oberschule und Albacete in Murcia, wo er sein Abitur erhielt. Anschließend studierte er Jura am Real Centro Universitario Escorial-Maria Christina in El Escorial, das er 1930 abschloss, Geschichte an der Universität von Valladolid und klassische Philologie in Paris, Madrid und Berlin.
Während seiner Studentenzeit war er Vorsitzender der FUE (Federación Universitaria de Estudiantes).
Zur Zeit des Spanischen Bürgerkrieges (1936–1939) arbeitete er als Beamter bei der Radiostation Radio Nacional de España. Er näherte sich dem Franco-Regime an und wurde 1939 für kurze Zeit Unterstaatssekretär im Informationsministerium.
Tovar wurde 1941 an der Universität Madrid zum Dr. phil. promoviert und erhielt 1942 den Lehrstuhl für Latein an der Universität von Salamanca, den er bis 1963 innehatte. 1948 bis 1949 war er auch Professor an der Universität von Buenos Aires. Von 1951 bis 1956 war er Rektor der Universität von Salamanca.
Anschließend lehrte er an der Universität San Miguel de Tucumán (1958–1959). Damals hatte er die Gelegenheit, sich mit den präkolumbianischen Sprachen Nordargentiniens zu befassen. Außerdem versuchte er in dieser Zeit eine Schule zu gründen, die seinen Lehren folgen würde.
Von 1963 bis 1967 war Tovar Professor of Classics an der Universität von Illinois und belegte dort den Lehrstuhl für klassische Philologie, 1965 wechselte er an die Universität Madrid, wo er aber kurze Zeit später als Zeichen der Solidarität mit protestierenden Studenten den Dienst quittierte. Er kehrte in die USA zurück und wurde 1967 auf den Lehrstuhl für Vergleichende Sprachwissenschaft an der Universität Tübingen berufen, den er bis zu seiner Pensionierung 1979 innehatte. In Tübingen wirkte er unter anderem als Vorsitzender des Kuratoriums für die Zueerkunnung des Montaigne-Preises. 1974 wurde er Mitglied der Heidelberger Akademie der Wissenschaften. Er wurde 1953 Ehrendoktor (Dr. phil. h. c.) der Universität München und ab 1954 weiterer Universitäten.
In den frühen 40er Jahren wurde Tovar zu den „liberalen Falangisten“ gezählt, zu denen auch Dioniso Ridruejo und Pedro Lain Entralgo gehörten, die eine eher säkulare und moderne Kultur anstrebten und in Zeitschriften wie Escorial, Vertice und Revista de Estudios Politicos  publizierten.
Er beteiligte sich mit Kritiken für die Gaceta Illustrada, für die auch Pedro Laín Entralgo und Julián Marías schrieben, diese jedoch im Gebiet des Theaters bzw. des Kinos.
Antonio Tovar war katholisch, ab 1943 mit Consuelo Tovar, geborene Larruca, verheiratet und hatte fünf Kinder (José, Juan, Consuelo, Maria und Santiago).

## Publikationen (Auswahl)
- En el primer giro. Madrid 1941.
- Vida dé Socrates. 1947; 3. Auflage 1967.
- Estudios sobre las primitivas lenguas hispánicas. Buenos Aires 1949.
- La lengua vasca. San Sebastián 1950.
- Un libro sobre Platón. 1956.
- The Ancient Languages of Spain and Portugal. 1961.
- Estudios sobre la España Antigua. Madrid 1971.
- Einführung in die Sprachgeschichte der Iberischen Halbinsel: Das heutige Spanisch und seine historischen Grundlagen. Tübingen 1977; 3. Auflage 1989.
- Mitología e ideología sobre la lengua vasca: Historia de los estudios sobre ella. Madrid 1980.
- Catálogo de las lenguas de América del Sur: con clasificaciones, indicaciones tipológicas, bibliografía y mapas. Madrid 1984.

## Auszeichnungen und Ehrungen
- 1947: Ehrenmitglied der Accademia de la lengu vasca
- 1953: Ehrendoktor München
- 1954: Ehrendoktor Buenos Aires
- 1956: Mitglied der Academia delle Science dim Bologna
- 1968: Mitglied der der R. Academia Espanola
- 1971: Mitglied der Academia de Artes y Ciencas de Puerto Rico
- 1975: Mitglied der Heidelberger Akademie der Wissenschaften
- 1977: Mitglied der Academie de Inscriphions et Belles Lettres de Paris
- 1979: Ehrendoktor Dublin
- 1979: Medaille der Universität Tübingen in Bronze[7]
- 1980: Ehrendoktor Sevilla
- 1981: Verleihung des Hansischen Goethe-Preises
- 1988: Benennung einer zentralen Straße in Salamanca in Rector Tovar